# Roberta Pedrini
Roberta Pedrini (Lugano, 4 marzo 1971) è una regista e giornalista svizzera.

## Biografia
Diplomata in giornalismo nel 1992 a Friborgo si laurea in studi cinematografici e audiovisivi alla Sorbonne Nouvelle a Parigi nel 1996.
Inizia a lavorare alla Radiotelevisione Svizzera dalla fine degli anni 90 firmando la regia di numerosi concerti, spettacoli e trasmissioni televisive collaborando con l'Orchestra della Svizzera Italiana e con solisti quali Martha Argerich, Diego Fasolis, Mischa Maisky, Ton Koopman, Antonello Manacorda, Nello Santi, Joseph Kubera.

## Concerti e récitals
Nel 2012 realizza l'unica registrazione televisiva di Music of Changes di John Cage con il pianista newyorkese Joseph Kubera.
Nel 2013 cura la regia di Sous l’Empire d’Amour, una raccolta di brani del Seicento francese con il liutista Luca Pianca, il mezzosoprano Marie-Claude Chappuis con la partecipazione di Vittorio Ghielmi.
Sua la regia televisiva nel 2013 di Kraanerg di Iannis Xenakis: una composizione della fine degli anni '60 pensata per la danza e interpretabile con parametri architettonici sottolineati dall’utilizzo, oltre ai tradizionali strumenti, di nastro magnetico, video-installazioni grafiche e musica elettronica. Il progetto è un'importante collaborazione tra RSI con il Conservatorio della Svizzera Italiana e il Maestro Arturo Tamayo, la Scuola Teatro Dimitri (coreografia di Andrea Herdeg, regia teatrale Daniel Bausch) e la sezione di arti visive della SUPSI (Franco Cavani).
Il 25 settembre 2015 è la regista del concerto della nona sinfonia di Beethoven sotto la direzione di Vladimir Ashkenazy trasmessa in diretta dalla Televisione Svizzera RSI e in Eurovisione per l'inaugurazione del LAC - Lugano Arte Cultura.
Nel 2016 firma per la Sony Classical la regia delle sinfonie di Brahms edite dalla stessa nel DVD Rileggendo Brahms con l'Orchestra della Svizzera Italiana diretta da Markus Poschner. Il cofanetto ha vinto l'International Classical Music Awards (ICMA) sezione DVD performance.
In occasione dell'ultima edizione del progetto Martha Argerich a Lugano realizza il 10 giugno 2016 il concerto che oltre alla celebre pianista argentina ha protagonisti anche Renaud Capuçan (Concerto per violino e orchestra in re maggiore op. 35 di Ferruccio Busoni), Polina Leschenko e Mischa Maisky (Concerto per violoncello e orchestra di Edouard Lalo) con l'Orchestra della Svizzera Italiana diretta da Alexander Vedernikov.

## Documentari
Nel 2007 gira tra New York, Lugano e Milano il documentario "Bit Village" in occasione dei vent'anni della Compagnia Avventure in Elicottero Prodotti/Ariella Vidach.
Nel 2011 realizza con Davide Livermore "W Verdi, Giuseppe!" proiettato in anteprima nazionale il 21 agosto in Piazza del Popolo a Pesaro nel Rossini Opera Festival, e poi al Teatro Regio di Torino. Il film viene trasmesso oltre che dalla Radiotelevisione Svizzera anche da Rai 5 e commercializzato in Italia in abbinamento editoriale con il quotidiano La Stampa.
Nel 2015 con Patricia Barbetti segue Mario Brunello sulle Dolomiti e all'interno di Antiruggine, un ampio spazio artistico ricavato da un vecchio capannone industriale a Castelfranco Veneto. L'esperienza sfocia nel filmato "In alto con la musica".
Nel 2016 realizza il documentario "Un'altra volta - Ricreazioni labaniane" che si concentra sulla figura e il lavoro del danzatore, coreografo e teorico della danza Rudolf Laban con la presentazione di due ri-creazioni inedite premiate dall'Ufficio Federale della Cultura Svizzera.
È del 2017 il documentario "3X3" sulla realizzazione di tre violini da parte di 3 differenti liutai su un modello del liutaio piacentino Giovanni Battista Guadagnini.
Nel 2018 realizza il documentario di "Le passioni di Charlotte" dedicato alla coreografa Charlotte Bara madre del Teatro San Materno di Ascona dove si intrecciano momenti dello spettacolo "Danza e Mistero" con i racconti delle nipoti Eliane e Nelly Bachrach.

## Incarichi e vita privata
È consigliere comunale in commissione permanente all'urbanistica del comune svizzero di Origlio dove vive È legata sentimentalmente al produttore Gianni Salvioni.